# فرودگاه ژونگوی ژیانگشان
فرودگاه ژونگوی ژیانگشان (به انگلیسی: Zhongwei Xiangshan Airport) یک فرودگاه همگانی با کد یاتا ZHY است که یک باند فرود بله دارد و طول باند آن بتن متر است. این فرودگاه در شهر ژونگوی کشور چین قرار دارد و در ارتفاع ۲۵۰۰ متری از سطح دریا واقع شده است.

## شرکت‌های هواپیمایی و مقصدهای پروازی
| شرکت‌های هواپیمایی  | مقصدهای پروازی               |
| ------------------ | ---------------------------- |
| Chengdu Airlines   | چنگدو شوانگلیو               |
| هواپیمایی شرقی چین | نانجینگ لوکو                 |
| جونیائو ایرلاینز   | شانگهای پودنگ، شی‌آن شیان‌یانگ |
| سیچوان ایرلاینز    | پکن، اورومچی دیووپو          |